# KFC Meer
KFC Meer is een Belgische voetbalclub uit Meer. De club is aangesloten bij de KBVB met stamnummer 2552 en heeft geel en zwart als kleuren. KFC Meer speelt al zijn hele bestaan in de provinciale reeksen.

## Geschiedenis
FC Meer sloot zich in 1937 aan bij de Belgische Voetbalbond. Meer bleef er in de provinciale reeksen spelen, met wisselende resultaten in Tweede, Derde en Vierde Provinciale.

## Bekende oud-spelers
- Fons Bastijns
- André Laurijssen